# Caecum tahitianum
Caecum tahitianum is een slakkensoort uit de familie van de Caecidae. De wetenschappelijke naam van de soort is voor het eerst geldig gepubliceerd in 2011 door Pizzini & Raines.